# Ben Affleck
Benjamin Géza Affleck (Berkeley (Californië), 15 augustus 1972) is een Amerikaans acteur, producent en regisseur.
Affleck groeide op in de buurt van Boston (Massachusetts). Hij begon al jong met acteren, en speelde mee in televisiefilms. Hij kwam onder de aandacht van een breder publiek nadat hij samen met zijn goede vriend Matt Damon het script schreef voor Good Will Hunting (1997), waarvoor ze een Oscar wonnen. Affleck was toen al zestien jaar bezig als acteur, beginnend bij The Dark End of the Street in 1981. Hij speelde tot dan toe voornamelijk bijrollen, hoewel hij in verschillende films van Kevin Smith grotere rollen speelde. Hoewel hij vanaf eind jaren negentig meerdere hoofdrollen in grote Hollywoodfilms kreeg, bleef hij ook in Smiths kleinere films verschijnen. In 2007 debuteerde Affleck als regisseur met zijn eerste film Gone Baby Gone.
De film Argo, die Affleck produceerde en regisseerde en waarin hij de hoofdrol speelde, verscheen in 2012 en werd een groot succes. Niet alleen kreeg de film goede kritieken, tevens won Argo de Oscar voor Beste Film in 2013. Na de bekendmaking van de genomineerden voor de Oscar voor Beste Regie, werd er met verbazing gereageerd op het ontbreken van Affleck in deze categorie. Wel won hij een BAFTA, Golden Globe en Critics' Choice Award voor beste regisseur voor Argo.
Affleck heeft eerder relaties gehad met Jennifer Lopez en Gwyneth Paltrow. Hij trouwde in 2005 met actrice Jennifer Garner. Ze hebben samen twee dochters, geboren in 2005 en 2009, en een zoon, geboren in 2012. In 2015 ging het stel uiteen.
Sinds juli 2021 zijn Affleck en Jennifer Lopez weer samen en in september 2021 verscheen het duo samen op de rode loper tijdens het filmfestival van Venetië waar de film The Last Duel werd vertoond die mede door Affleck is geschreven. Op 17 juli 2022 zijn Affleck en Lopez in Las Vegas in het huwelijk getreden. Op 20 augustus 2024 vroeg Lopez een scheiding aan bij de rechter.
Zijn broer Casey Affleck is ook een acteur.

## Filmografie
Als regisseur:
- 2007 - Gone Baby Gone
- 2008 - Gimme Shelter
- 2010 - The Town
- 2012 - Argo
- 2016 - Live by Night

## Palmares
| Prijs                 | Categorie                | Film              | Jaar |
| --------------------- | ------------------------ | ----------------- | ---- |
| Academy Award         | Best Movie               | Argo              | 2013 |
| Critics' Choice Award | Best Director            | Argo              | 2013 |
| Critics' Choice Award | Best Picture             | Argo              | 2013 |
| BAFTA                 | Best Director            | Argo              | 2013 |
| BAFTA                 | Best Film                | Argo              | 2013 |
| Golden Globe          | Best Director            | Argo              | 2012 |
| Golden Globe          | Best Movie               | Argo              | 2012 |
| Academy Award         | Best Original Screenplay | Good Will Hunting | 1997 |
| Critics' Choice Award | Best Original Screenplay | Good Will Hunting | 1997 |
| Golden Globe          | Best Screenplay          | Good Will Hunting | 1997 |